# Datura dolichocarpa
Datura dolichocarpa là loài thực vật có hoa trong họ Cà. Loài này được (Lagerh.) Saff. mô tả khoa học đầu tiên năm 1921.